# 別子銅山

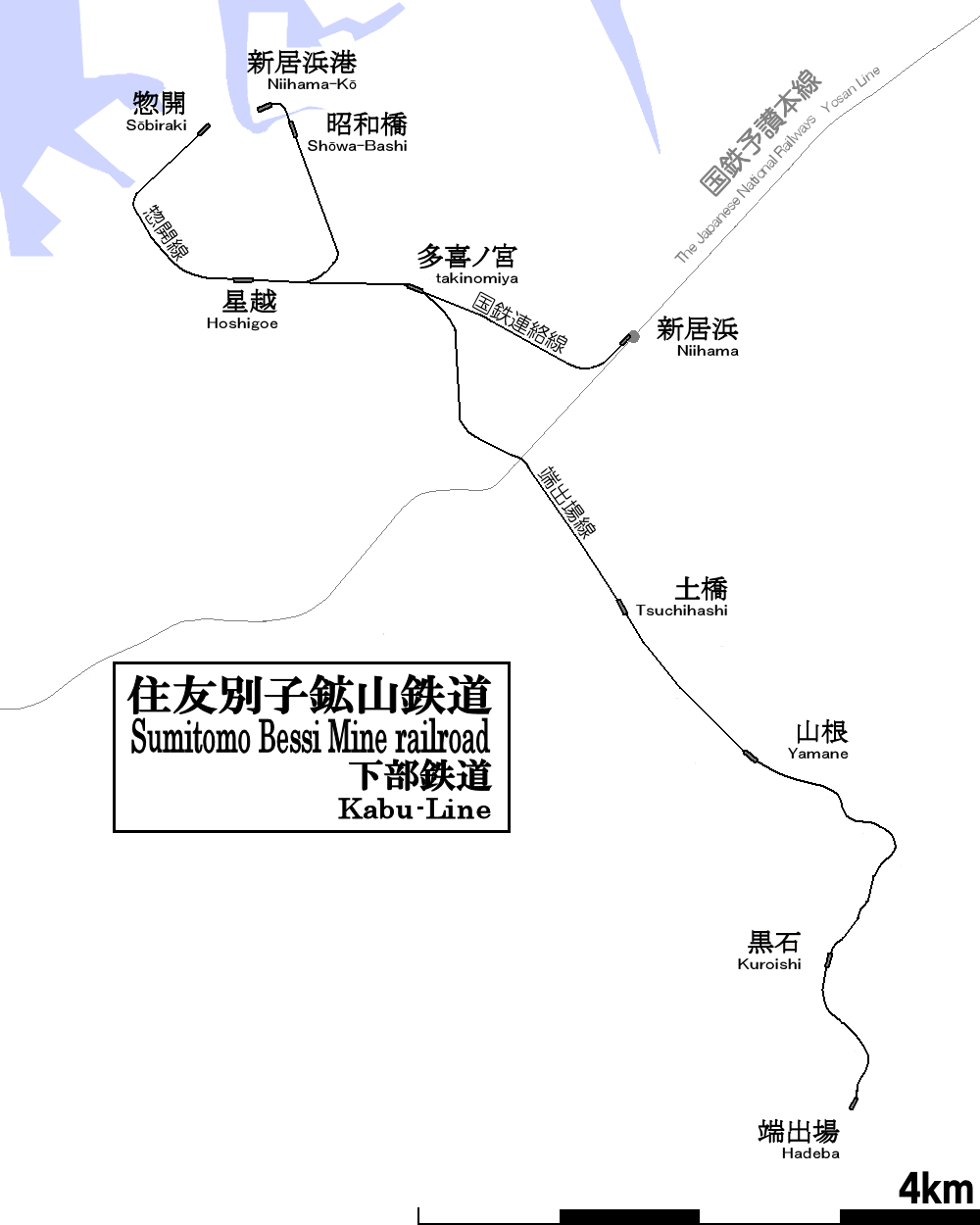
別子鉱山鉄道

別子銅山是愛媛縣新居濱市山間的一片銅礦區。1690年（元禄3年）發現，從翌年至1973年（昭和48年）約280年間共生產出了70万噸銅。為日本的貿易與近代化做出貢獻。一直由住友家經營（閉山時為住友金属礦山）、可說是住友家成為日本大財閥的基石。

## 關連項目
- 住友金屬礦山
  - 別子銅山記念館
  - 四阪島
- 日本秘境100選

## 外部連結
- 別子銅山